# Diari astronomici babilonesi

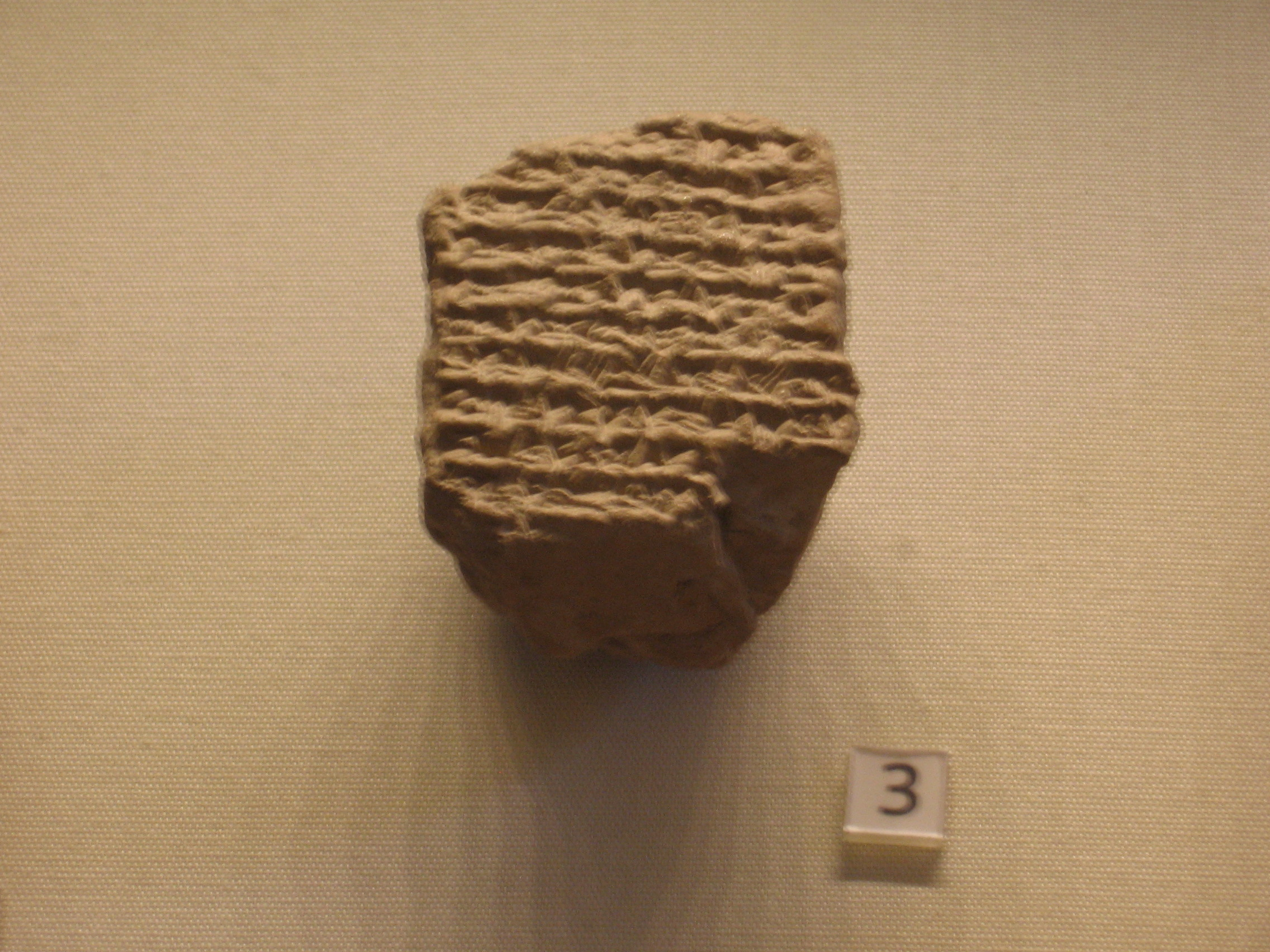
Tavoletta dei diari astronomici in cui è registrata anche la morte di Alessandro Magno esposta al British Museum a Londra

I Diari astronomici sono una raccolta di testi provenienti da Babilonia e oggi collocati al British Museum. Ogni tavoletta descrive accuratamente le osservazioni astronomiche relative a un periodo di sei mesi e i corrispondenti avvenimenti politici, economici e sociali. La tavoletta più antica a noi pervenuta risale al 652-651 a.C. (benché probabilmente osservazioni astronomiche dettagliate siano state iniziate circa un secolo prima), mentre la più recente è del 61-60 a.C.
I diari astronomici sono una fonte storica importante e costituiscono un tentativo di applicare il metodo scientifico all'astrologia. Benché il tentativo non potesse avere successo, si tratta comunque del primo tentativo di utilizzare un approccio scientifico e costituisce un evento importante nella storia del pensiero umano.

## Edizioni con traduzione inglese
- Volume 1 – Diaries from 652 B.C. to 262 B.C. (ISBN 3-7001-1227-0, 1988).
- Volume 2 – Diaries from 261 B.C. to 165 B.C. (ISBN 3-7001-1705-1, 1989).
- Volume 3 – Diaries from 164 B.C. to 61 B.C. (ISBN 3-7001-2578-X, 1996).
- Volume 4 – non ancora pubblicato.
- Volume 5 – Lunar and Planetary Texts (ISBN 3-7001-3028-7, 2001), (VIII secolo b.C. - I secolo b.C.).
- Volume 6 – Goal Year Texts (ISBN 978-3-7001-3727-6, 2006), (III secolo b.C. - I secolo b.C.)..
- Volume 7 – Almanacs and Normal Star Almanacs (ISBN 978-3-7001-7627-5, 2014), (III secolo b.C. - I secolo d.C.).